# 68
Cette page concerne l'année 68  du calendrier julien. Pour l'année 68 av. J.-C., voir 68 av. J.-C. Pour le nombre 68, voir 68 (nombre).
L'année 68 est une année bissextile qui commence un vendredi.

## Événements
- Judée : les Iduméens viennent au secours des Zélotes à Jérusalem au début de l'année. Ils tuent les notables et les membres des grandes familles sacerdotales[1].
- 4 mars, guerre judéo-romaine : Vespasien entre à Gadara, en Pérée, puis occupe Antipatris, Lydda, Jamnia, Emmaüs, traverse la Samarie et descend sur Jéricho qu'il atteint le 3 juin ; il suspend les opérations à l’annonce de la mort de Néron[1].
- 15? mars : Julius Vindex, propréteur de la Lyonnaise, se soulève contre Néron en Gaule
- 3 avril: Servius Sulpicius Galba, légat d’Hispanie citérieure, se révolte à son tour le 3 avril[1]. Les légions de Germanie commandées par Lucius Verginius Rufus acceptent de réprimer le soulèvement à la demande de Néron.
- Avril : Simon Bargiora et ses sicaires, rival de Jean de Gischala réfugié à Massada après la défaite romaine de Beth-Horon (66), entre à Jérusalem et rallume la guerre civile entre Juifs[2].
- Mai[3] : battu devant Vesontio (Besançon) par le général Virginius Rufus, Vindex se suicide. Virginius Rufus refuse l'Empire[1].

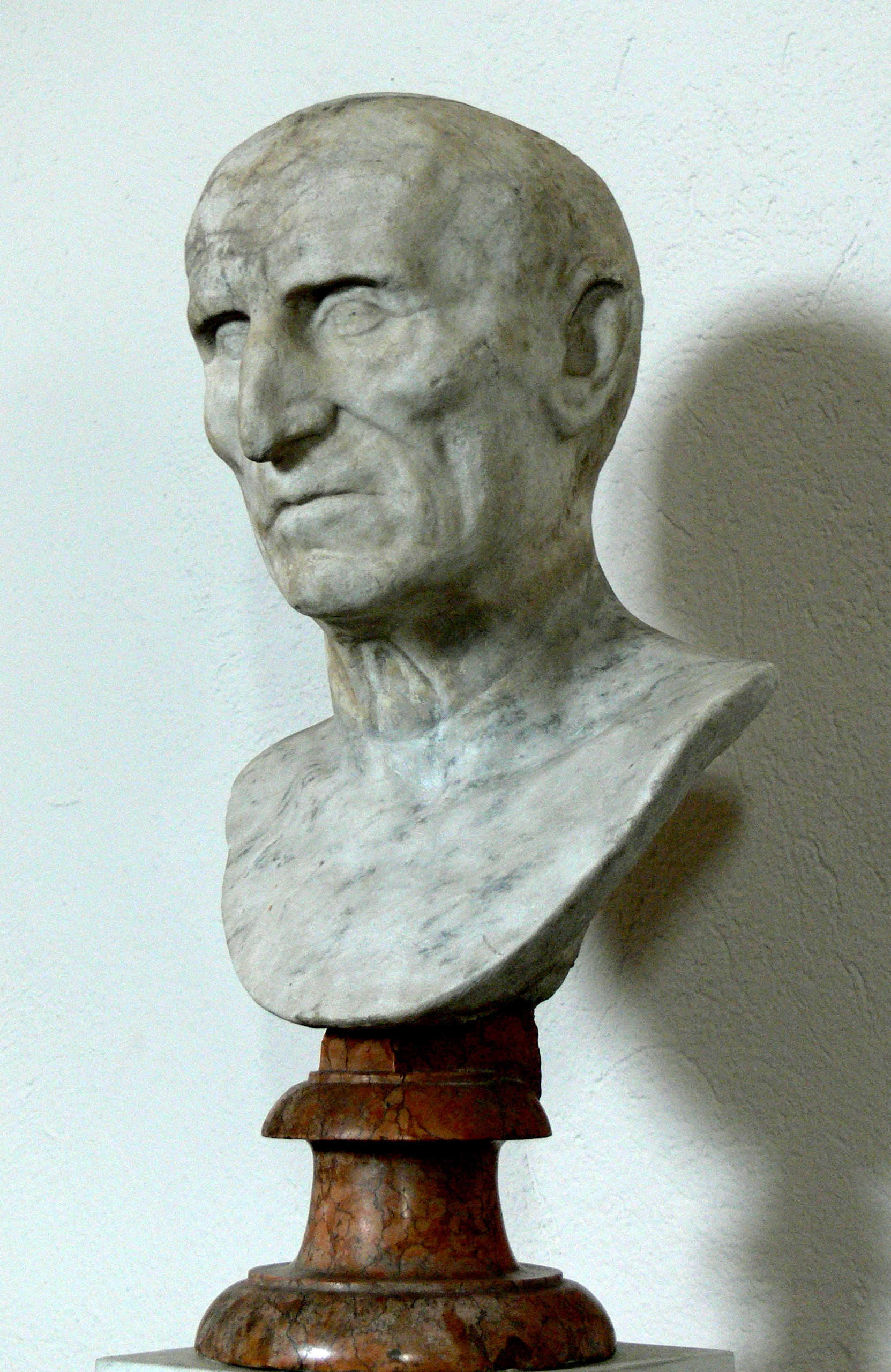
Galba

- 8 juin : une partie de l’Empire reconnaît Galba, légat d’Hispanie citérieure, pour empereur. Le sénat et les prétoriens sous Nymphidius Sabinus se rallient[1].
- 9 juin : Néron, déclaré ennemi public (ce qui autorise n'importe qui à l'assassiner), se suicide[1]. Locuste, l’empoisonneuse, est mise à mort. Galba est porté à l’Empire par les prétoriens. Son expérience, son sens des affaires, ses qualités de soldat et d’administrateur semblent en faire l’homme de la situation. Mais la maladresse de ses premiers actes fera l’unanimité contre lui.
- Juin : attaque et destruction de Khirbet Qumrân par les Romains, date ultime du probable dépôt des manuscrits de la mer Morte dans les grottes de Qumrân par les Esséniens[4].
- Juillet: tentative d'usurpation de Nymphidius Sabinus, préfet du prétoire, qui s'était proclamé fils illégitime de Caligula.

- Les cavaliers Roxolans envahissent la Mésie, peut-être chassés par les Alains (hiver 67-68). Les Daces profitent de la guerre civile à Rome pour franchir le Danube à leur tour. D’autres Sarmates les suivent et sont vainqueurs du nouveau gouverneur Fonteius Agrippa (68-70)[1].
- Apparition du bouddhisme en Chine sous l'empereur Han Han Mingdi qui selon le Livre des Han postérieurs aurait patronné la fondation du Temple du Cheval blanc à Luoyang[5].

## Décès en 68
- 25 avril : l’évangéliste Marc, après avoir introduit le christianisme en Égypte, est exécuté à Bucoles, petit port de pêche proche d'Alexandrie[6].
- Mai: Caius Iulius Vindex se suicide, gouverneur de Lyonnaise qui se rebella contre Néron.
- 9 juin : Néron, empereur romain se suicide. Il est condamné, par le Sénat, à la « damnatio memoriae »: toute trace de son existence doit disparaître.
- Juin: Publius Petronius Turpilianus, partisan de Néron, exécuté sur ordre de Galba.
- Juillet/Aout: Nymphidius Sabinus, préfet du prétoire.
- Juillet/Aout: Mithridate II du Bosphore, partisan de Nymphidius Sabinus, exécuté sur ordre de Galba.
- Été: Fonteius Capito, consul en 67, assassiné par Julius Burdo, le commandant de la flotte sur le Rhin.
- Octobre: Lucius Clodius Macer, exécuté sur ordre de Galba ; propréteur d'Afrique qui s'était révolté contre Néron.